# Renard Perez
Renard Perez (Macaíba, 1928- Rio de Janeiro, 2015) foi um escritor brasileiro. Dedicou-se sobretudo a contos e novelas.

## Biografia
Filho de um emigrante galego, oriundo do lugar de San Andrés de Porqueirós, concelho de Muíños, partido judicial de Bande, província de Ourense, na Galiza.
Ainda na infância sua família radicou-se primeiro em Fortaleza. onde ele fez seus estudos primários e secundários, e depois no Rio de Janeiro, em 1943, onde formou-se em Direito em 1951.
Estreou com O beco em 1952. Tornou-se funcionário público do Estado do Rio de Janeiro na Secretaria de Educação e Cultura. Manteve um programa literário na Rádio Roquette-Pinto entre 1945 e 1984.
Sob a liderança de Dinah Silveira de Queiroz, integrou o grupo Café da Manhã, ao lado de Fausto Cunha, Samuel Rawet, Luis Canabrava, Daniel Dantas entre outros escritores. Advogado de formação, Renard dedicou-se principalmente ao jornalismo cultural. Passou por diversos jornais e revistas, dentre eles o Correio da Manhã, Revista da Semana onde foi redator, na Revista Branca de Saldanha Coelho, na revista Manchete e no jornal Última Hora, foi redator-chefe da revista Literatura.
Em setembro de 2003, recebeu a Medalha Antônio Houaiss, oferecida pelo Sindicato dos Escritores do Estado do Rio de Janeiro (SEERJ) em sua sede, na Casa de Cultura Lima Barreto, pelos serviços prestados à literatura brasileira.
No fim da vida desenvolveu sinais do mal de Alzheimer, faleceria em decorrência de ataque cardíaco em 2 de agosto de 2015.

## Textos críticos
PEREZ, Renard. Cornélio Penna: o homem e a obra. In: Correio da Manhã, 1º de março de 1958, p. 10.
________________. Nota biográfica. In: ROSA, Guimarães. Primeiras estórias. Rio de Janeiro: José Olympio, 1962.
________________. Prefácio. In: RAWET, Samuel. Diálogo, GDR, 1963.
________________. Em Memória de João Guimarães Rosa. Rio de Janeiro: José Olympio, 1968.
________________. Machado de Assis: Esboço Biográfico. In: MACHADO DE ASSIS, Joaquim Maria. Obra Completa. Rio de Janeiro: Editora Nova Aguiar S/A, 1971, primeiro volume.
________________ Jorge Amado: notícia biográfica. In: Jorge Amado terra e povo: 40 anos de literatura. São Paulo: Martins, 1972

## Biografia e antologia
- Escritores brasileiros contemporâneos I - Editora Civilização Brasileira, 1960.
- Escritores brasileiros contemporâneos II - Editora Civilização Brasileira, 1965.
- Antologia escolar de escritores brasileiros de hoje (ficção), Editora Tecnoprint, 1971.